# Лесоки
Лесо́ки (также лесаки, лесяки; кашуб. lesôcë, lesôce, пол. lesacy) — субэтническая группа кашубов, населяющая северную часть территории Кашубии — область, приблизительно ограниченную с севера селением Мехово (пол. Mechowo), с юга — селением Шемуд (кашуб. Szëmôłd, пол. Szemud), расположенную на границе Пуцкого и Вейхеровского повятов в Поморском воеводстве. Лесоки расселяются в области, которая с востока граничит с землями быляков, с севера — с землями кроковян, или полубыляков. Как и все кашубы лесоки являются католиками.
Название лесоков связывается с населяемыми ими лесными районами северной Кашубии.
Для лесоков характерно употребление северо-восточных говоров севернокашубского диалекта, обобщённо называемых лесоцким говором (пол. gwara lesacka).
Лесоцкий говор в классификации Ф. Лоренца занимал небольшую территорию окрестностей Ленчице (пол. Łęczyce), в регионе между Мехово и Шемудом Ф. Лоренц выделял пуцкий сельский, редский, румский, лесоцкий и другие севернокашубские говоры.